# Буховци
Буховци (болг. Буховци) — село в Болгарии. Находится в Тырговиштской области, входит в общину Тырговиште. Население составляет 677 человек (2022).

## Политическая ситуация
В местном кметстве Буховци, в состав которого входит Буховци, должность кмета (старосты) исполняет Тодорка Станчева Илиева (Болгарская социалистическая партия (БСП)) по результатам выборов.
Кмет (мэр) общины Тырговиште — Красимир Митев Мирев (инициативный комитет) по результатам выборов.